# 山本雅賢
山本 雅賢（やまもと まさよし、1990年（平成2年）1月10日 - ）は、日本の体操選手。

## 経歴・人物
大阪府に生まれる。日本体育大学出身。医療法人徳洲会に所属し、韓国の仁川で開催された2014年アジア競技大会であん馬で金メダルを獲得した。